# Bacchisa sumatrensis
Bacchisa sumatrensis es una especie de escarabajo longicornio del género Bacchisa, tribu Astathini, subfamilia Lamiinae. Fue descrita científicamente por Breuning en 1950.

## Descripción
Mide 7-9,5 milímetros de longitud.

## Distribución
Se distribuye por Indonesia.